# Giovanni Frattini
Giovanni Frattini (Róma, 1852. január 8. – Róma, 1925. július 21.) olasz matematikus, aki elsősorban a csoportelméletben elért eredményeiről nevezetes. A róla elnevezett Frattini-részcsoport felfedezője.

## Külső hivatkozások
- John J. O'Connor és Edmund F. Robertson. Giovanni Frattini a MacTutor archívumban. (angolul)